# بوبي بار
بوبي بار (بالإنجليزية: Bobby Barr)‏ هو لاعب كرة قدم بريطاني، ولد في 23 يونيو 1988 في غلاسكو في المملكة المتحدة. لعب مع سانت جونستون ونادي ألبيون روفرز ونادي بريتشين سيتي ونادي غرينوك مورتون.

## وصلات خارجية
- بوبي بار على موقع قاعدة بيانات كرة القدم.إي يو (الإنجليزية)
- بوبي بار على موقع Soccerbase.com (لاعب) (الإنجليزية)